# Siphonaria tristensis
Siphonaria tristensis is een slakkensoort uit de familie van de Siphonariidae. De wetenschappelijke naam van de soort is voor het eerst geldig gepubliceerd in 1824 door Leach.